# Yves Martin (sociologue)
Pour les articles homonymes, voir Martin et Yves Martin.
Yves Martin, né le 22 novembre 1929 à Lachine et mort le 23 février 2021, est un sociologue, professeur et haut fonctionnaire québécois. Il a été le premier recteur laïc de l'Université de Sherbrooke et l'un des fondateurs de l'Institut de recherche en santé et sécurité du travail du Québec.

## Biographie
Yves Martin fait des études au Séminaire Saint-Charles-Borromée de Sherbrooke de 1943 à 1949. Il poursuit sa formation à Québec, puis à Paris.
De 1956 à 1964, il enseigne au département de sociologie et d'anthropologie de l'Université Laval. En 1960, il participe à la fondation de la revue Recherches sociographiques. De 1962 à 1964, il est secrétaire de l'Association canadienne des anthropologues, psychologues sociaux et sociologues de langue française.
En 1964, Yves Martin commence sa carrière dans la fonction publique. En 1966, il devient sous-ministre-adjoint au ministère de l'Éducation. En 1969, il devient sous-ministre de l'éducation.
En 1973, il devient directeur général de la régie de l'Assurance-maladie du Québec. De 1975 à 1981, il est recteur de l'Université de Sherbrooke.

## Distinctions
- 1979 - Doctorat honoris causa de l’Université de Caen en France
- 2009 - Médaille Georges-Henri-Lévesque de l’Université Laval
- 2013 - Officier de l'Ordre national du Québec
- 2018 - Doctorat honoris causa de l’Université du Québec[4]